# Stora landsvägen
Stora landsvägen är en pjäs av August Strindberg från 1909. Dramat är Strindbergs sista och kan räknas till hans så kallade vandringsdramer. Pjäsen är uppdelad i sju "stationer".

## Tankeväckande citat
| ”                                        | Jägarn. Hvad kan jag hjälpa er med? Japanen. Detta! — Jag tar en sömndryck att jag blir som död — ni låter lägga mig i en kista, som föres till krematoriet... Jägarn. Men om ni vaknar — ? Japanen. Det är just hvad jag räknar på! I ett ögonblick vill jag känna eldens renande, försonande kraft — lida en kort stund — och så erfara befrielsens salighet — Jägarn. Och sedan? Japanen. Sedan skall ni samla askan i min dyraste vas... Jägarn. Och sätta ert namn på... Hvad heter ni? Japanen. Vänta nu! — Jag har vandrat, felat och lidit under namnet: Hiroshima, efter min födelsestad. | „ |
| – ur 4:e "stationen" En passage i staden | |   |